# Corsia wiakabui
Corsia wiakabui ist eine blattgrünlose Pflanzenart aus der Familie der Corsiaceae. Die Art ist nur aus Neuirland bekannt.

## Merkmale
Wie alle Arten der Gattung hat auch Corsia wiakabui die Photosynthese aufgegeben und bildet dementsprechend kein Chlorophyll mehr. Stattdessen lebt sie myko-heterotroph von einem Mykorrhizapilz, der in Symbiose mit einer weiteren Pflanze lebt.
Corsia wiakabui ist eine ausdauernde Pflanze, in allen Teilen unbehaart und rotbraun, die nur zur Blütezeit oberirdisch wächst. Aus dem Rhizom sprießen dann bis zu 13 Zentimeter lange, im Querschnitt zylindrische, schwach gerillte Stängel. Die Nodien sind weit voneinander entfernt.
Die vier bis fünf spiralförmig angeordneten, dem äußeren Ende der Pflanze zugewandten Blätter umfassen an ihrem Ansatz den Stängel scheidig. Die Spreite ist linealisch sich zur Spitze hin spitz verjüngend geformt, längs zueinander gefaltet oder an den Rändern breit eingerollt. Die Blätter sind von papierartiger Beschaffenheit, 9 bis 17 Millimeter lang und 4 bis 6 Millimeter breit und sechsnervig, die Nervatur ist sichtbar als dunkle Zeichnung im Blatt.
Die aufrechten, zwittrigen Einzelblüten sind endständig. Von den sechs Blütenblättern (je drei Tepalen in zwei Blütenblattkreisen) sind fünf gleichgestaltig. Sie sind dem Ansatz der Pflanze zugewandt eingebogen, lanzettlich, 4 Millimeter lang (davon gehen 1,5 Millimeter auf die verjüngte Spitze) und 3 Millimeter breit.
Das oberste, zur Blütezeit nickende sechste Blatt, das sogenannte Labellum, ist fächerförmig, trägt am äußersten Ende eine stumpfe Spitze und ist mit 16 bis 19 Millimeter Länge und 20 bis 23 Millimeter Breite im Vergleich zu den anderen Blütenblättern stark vergrößert. Am Ansatz ist das Labellum über einen relativ zum Labellum 4 Millimeter erhöhten Steg aus Kallusgewebe am Gynostemium verwachsen („genagelt“). Es wird von insgesamt zwölf mehrfach verzweigten Seitenrippen durchzogen.
Die sechs Staubblätter stehen in zwei Kreisen den Blütenblättern gegenüber. Die Staubfäden ähneln dem Griffel und sind 0,6 bis 0,7 Millimeter lang. Die beiden Staubbeutel sind länglich-rund und 1,2 Millimeter lang, der Griffel einfach, zylindrisch und rund 1 Millimeter lang.

## Verbreitungsgebiet
Corsia wiakabui ist nur einmal gesammelt worden, der Holotyp stammt aus Neuirland im Hans-Meyer-Gebirge in einer Höhenlage von 750 Meter im Laubhumus prämontaner Primärwälder. Die Bestände wurden unmittelbar nach Regenfällen angetroffen, bei späteren Besuchen waren sie bereits wieder eingezogen.

## Systematik
Die Erstbeschreibung erfolgte 1998 durch Wayne N. Takeuchi und John J. Pipoly III als Varietät Corsia purpurata var. wiakabui. Zehn Jahre später wurde sie durch David Lloyd Jones und Bruce Gray in den Rang einer Art gestellt. Das Epitheton wiakabui ehrt den papuanischen Botaniker Joseph Wiakabu.

## Nachweise
1. 1 2 3 4 5 6 7  W. Takeuchi, John J. Pipoly III: New flowering plants from southern New Ireland, Papua New Guinea. In: Sida, 18 (1), S. 164–167, 1998
2. ↑  D.L.Jones, B.Gray: Corsia dispar D.L.Jones & B.Gray (Corsiaceae), a new species from Australia, and a new combination in Corsia for a New Guinea taxon. In: Austrobaileya 7(4): 719-721, 2008